# Meioneta plagiata
Meioneta plagiata är en spindelart som först beskrevs av Banks 1929.  Meioneta plagiata ingår i släktet Meioneta och familjen täckvävarspindlar.
Artens utbredningsområde är Panama. Inga underarter finns listade i Catalogue of Life.